# Litschauerella
Litschauerella Oberw. (błonkóweczka) – rodzaj grzybów z rodziny Hydnodontaceae.

## Charakterystyka
Grzyby kortycjoidalne o owocniku rozpostartym, rozproszonym, przyrośniętym, cienkim. Hymenofor gładki, przy powiększeniu aksamitny, brzeg przerzedzony, nieokreślony System strzępkowy monomityczny, strzępki ze sprzążkami, cienkościenne. Liczne cystydyly (lyocystydy), wąsko stożkowate z ostrym wierzchołkiem, rozdęte lub z wieloma wyrostkami na końcach, zwykle pokryte rzadko rozgałęzionymi strzępkami. Podstawki na końcach strzępek lub ich boku (pleurobazydia), o kształcie od cylindrycznegodo elipsoidalnego, 4-sterygmowe, ze sprzążką bazalną. Bazydiospory kuliste, nagie lub ornamentowane, nieamyloidalne.
Litschauerella charakteryzuje się wielowyrostkowymi lyocystydami pokrytymi rozgałęzionymi strzępkami i ornamentowanymi bazydiosporami. Podobne są gatunki rodzaju Tubulicium, różniące się głównie zarodnikami, które są robakowate do esowatych i gładkie. Litschauerella spokrewniona jest z takimi rodzajami jak Brevicellicium, Fibrodontia, Subulicystidium, Trechispora i Tubulicium.

## Systematyka i nazewnictwo
Pozycja w klasyfikacji według Index Fungorum: Hydnodontaceae, Trechisporales, Incertae sedis, Agaricomycetes, Agaricomycotina, Basidiomycota, Fungi.
Polską nazwę nadał Władysław Wojewoda w 1999 r.
Gatunki:
- Litschauerella abietis (Bourdot & Galzin) Oberw. ex Jülich 1979 – błonkóweczka jodłowa
- Litschauerella clematidis (Bourdot & Galzin) J. Erikss. & Ryvarden 1976 – błonkóweczka powojnikowa
- Litschauerella gladiola (G. Cunn.) Stalpers & P.K. Buchanan 1991
- Litschauerella hastata (G. Cunn.) Stalpers & P.K. Buchanan 1991

Nazwy naukowe na podstawie Index Fungorum. Nazwy polskie według Władysława Wojewody.